# 1964/1985 Affinità-divergenze fra il compagno Togliatti e noi (Del conseguimento della maggiore età)
1964/1985 Affinità-divergenze fra il compagno Togliatti e noi (Del conseguimento della maggiore età) (с итал. — «1964—1985. Сходство и разногласия между товарищем Тольятти и нами (как следствие разницы в возрасте)»— дебютный альбом итальянской группы CCCP Fedeli alla linea (с итал. — «СССР — верные линии»), вышедший в 1986 году.

## Об альбоме
Запись оказала влияние на будущее группы — высокие продажи альбома вынудили Virgin Dischi (итальянское отделение Virgin Records) подписать контракт с CCCP. Некоторые фанаты группы сочли эту сделку предательством и стали называть коллектив CCCP Fedeli alla lira (с итал. — «СССР — верные лире)».

## Список композиций
1. «CCCP» — 2:24
2. «Curami» — 4:26
3. «Mi ami? (remiscelata)» — 2:44
4. «Trafitto» — 2:53
5. «Valium Tavor Serenase» — 1:17
6. «Morire» — 3:22
7. «Noia» — 3:47
8. «Io sto bene» — 3:08
9. «Allarme» — 5:08
10. «Emilia paranoica (remiscelata)» — 7:48

## Восприятие
В Италии альбом был коммерчески успешным и получил хорошую критику, поэтому часто считается одним из краеугольных камней итальянского панк-рока. Журнал Rolling Stone Italia поместил альбом на 12 строчку в своём списке 100 лучших итальянских музыкальных альбомов всех времён, а музыкальный критик Пьеро Скаруффи считает его номером 1 среди лучших альбомов итальянской рок-музыки.